# Callia batesi
Callia batesi är en skalbaggsart som beskrevs av Richard Eliot Blackwelder 1946. Callia batesi ingår i släktet Callia och familjen långhorningar. Inga underarter finns listade.